# Robyn Swatman
Robyn Ellen Louise Swatman, född 19 februari 2004, är en brittisk konstsimmare.

## Karriär
Vid EM 2024 i Belgrad var Swatman en del av Storbritanniens lag som tog brons i det fria lagprogrammet.